# Yargo-Yarcé
Ne doit pas être confondu avec Yargo.
Yargo-Yarcé est une localité située dans le département de Poa de la province de Boulkiemdé dans la région du Centre-Ouest au Burkina Faso.

## Géographie

### Population
Lors du recensement de 2006, on y a dénombré 1 720 habitants. Comme son nom l'indique, ce sont des Yarsé.